# IUP Crimson Hawks
Los IUP Crimson Hawks (Halcones carmesí de la Universidad de Indiana de Pensilvania) es el equipo deportivo que representa a la Universidad de Indiana de Pensilvania ubicada en indiana County, Pensilvania en la NCAA Division II como miembro de la Pennsylvania State Athletic Conference (PSAC) y está representada por 19 equipos deportivos.

## Historia
Originalmente el equipo se llamaba Indians por la ciudad, el nombre de la universidad y porque un estudiante iba disfrazado de indio como la mascota. Tras los movimientos para eliminar las mascotas relacionadas con los nativos americanos, la universidad en 1991 reemplazó al indio por el oso negro y lo nombraron Cherokee basados en el himno de guerra de la universidad.
A inicios de los años 2000 los estudiantes pidieron cambiar a la mascota. Una votación hecha en el campus en el 2002 indicó que los estudiantes preferían que el equipo se llamara "Fighting Squirrels" (ardillas peleadoras). En mayo de 2006 la NCAA por regla prohibió a IUP en los partidos de campeonato usar el nombre de la mascota, al año siguiente la universidad apareció en una lista de 18 universidades con mascotas que violaban las políticas de la NCAA. Las sugerencias de la NCAA incluían a la salamandra, los "Ridge runners", y nombres relacionados con la minería, todos relacionados con la ubicación de la universidad en Western Pennsylvania.
En diciembre de 2006 el Consejo adoptó el nombre "Crimson Hawk" La mascota fue presentada en 2007 en el partido inaugural de fútbol americano ante Cheyney. En 2008 el halcón fue bautizado con el nombre "Norm", en relación con el nombre anterior de la universidad, que era Indiana Normal School.
Con el cambio de la mascota, fue lo mejor para también cambiar la canción de guerra de IUP "Cherokee", que se refería a los indios nativos de la zona. En 2007 el Dr. David Martynuik, director de la banda, compuso "Crimson Xpress", una nueva canción de guerra para reemplazar a "Cherokee" con lo que iniciaba una nueva era dentro del programa atlético de IUP.
Cuando un columnista deportivo local investigó el significado de "Crimson Hawk", descubrió que el domain name crimsonhawk.com era un sitio de pornografía animada llamada "Crimson Hawk". Algunos criticaron la pobre investigación de la universidad antes de tomar la decisión. El dueño del sitio web movió el contenido del mismo a otro dominio sin preguntar a la universidad para evitar ir a un juicio. Actualmente, IUP continúa como los IUP Crimson Hawks en todos sus equipos deportivos.

## Deportes

### Masculino

#### Fútbol Masculino
Su programa inició durante los años 1890 cuando enfrentaba a equipos regionales y otras universidades. En sus primeros años, el equipo contaba con John Brallier, quien se convirtió en el primer jugador de fútbol americano a nivel profesional. Los récords deportivos de la universidad iniciaron con George Miller en 1927. La Pennsylvania State Athletic Conference fue fundad en 1951 por miembros del sistema universitario de Pensilvania, y el equipo ha sido miembro desde entonces, ganando 17 títulos divisionales hasta 2010. En 1968 compitió y perdió contra Delaware en el Boardwalk Bowl. Con Frank Cignetti Sr., los Crimson Hawks aparecián regularmente en los playoffs de la NCAA, incluyendo dos apariciones en el NCAA Division II National Football Championship en 1990 y 1993. En 2012 con Curt Cignetti, los Crimson Hawks ganaron el título de la conferencia PSAC y volvieron a llegar al NCAA Division II National Football Championship. Al final perdieron ante el que era el primer clasificado de la división, Winston-Salem State University. En 2017, en el primer año del entrenador Paul Tortorella, los Crimson Hawks terminaron con un perfecto 11–0 para ganar el PSAC Championship y clasificar de nuevo al NCAA Division II National Football Championship.

### Golf
- Títulos de Conferencia: 1957, 1964, 1973, 1975, 1976, 1978, 1979, 1981, 1983, 1984, 1986, 1989, 1990, 1991, 1992, 1997, 1998, 2000, 2001, 2004 (verano), 2007, 2008, 2009, 2010, 2011, 2012, 2016, 2017[7]
- Campeonato nacional por equipos:
  - 1968 (NAIA)[8]
- Individual national champions:
  - 1968 – Rick Hrip (NAIA)[9]
  - 2009 – Gavin Smith[10]

#### Béisbol
- Títulos de Conferencia: 1960, 1973, 1980, 1988, 1990.[11]
- Apariciones en torneos NCAA: 1988, 1990.[12]
- Campeones NAIA Distrito 18: 1971, 1977.[12]
- Campeones NAIA Distrito 30: 1960, 1964.[12]
- Campeones NAIA Area 8: 1960, 1971.[12]
- Apariciones en la NAIA Baseball World Series: 1960, 1971 (tercer lugar).[12]

#### Baloncesto
Desde 2010, el equipo ha aparecido al menos en nueve ocasiones en el NCAA tournament. El primero fue en 1994 donde llegaron al Elite Eight tras ganafr el torneo regional. Han accedido al Elite Eight cinco veces, al Final Four tres veces, y a la final nacional en 2010, donde perdieron ante Cal Poly Pomona Broncos. En 2010, Joe Lombardi fue llamado el entrenador del año por la publicación Basketball Times en la Division II luego de que el equipo fuera subcampeón nacional. En la temporada 2017–18 el equipo llegó a los cuartos de final de la PSAC.
- Campeonato de Conferencia: 1974, 1995, 2000, 2002, 2004, 2010, 2011, 2013.[14]
- Apariciones en Playoff de la NCAA Division II: 1994 (Elite Eight), 1995 (Final Four), 1996, 2000 (Elite Eight), 2002 (Final Four), 2004, 2005, 2009, 2010 (finalista nacional), 2011 (Atlantic Region final/Sweet Sixteen), 2012, 2013 (Atlantic Region final/Sweet Sixteen), 2015 (Finalista nacional), 2017[15]

### Femenino

#### Baloncesto
El equipo ganó el Atlantic Regional Championships Elite Eight Division II en marzo de 2018. También llegó a las selifinales del PSAC y las semifinales de la Division II Final Four en 2018 y 2019. Siu entrenador Tom McConnell ha ganado varios partidos en pocos años.
- Campeonatos de Conferencia: 1988, 2007, 2008, 2009, 2017[16]
- Apariciones en playoff de la NCAA Women's Division II Basketball Championship: 1988, 1998 (Elite Eight), 2000, 2007, 2008, 2009, 2012, 2013, 2015, 2016, 2017, 2018 Final Four and 2019 Final Four[17]

#### Hockey Sobre Hierba
- Campeonatos de Conferencia: 2007.[18]
- Apariciones en el torneo NCAA: 2000, 2004, 2005, 2006 (semifinal nacional), 2007 (semifinal nacional), 2008.[19][20]

#### Fútbol
- Campeonatos de Conferencia: 1995, 2004.[21]
- Títulos Divisionales: 2005, 2006.[21]
- Apariciones en playoff de la NCAA Division II Women's Soccer Championship: 2004, 2006, 2009.[21]

#### Softbol
Fue creado en 1979. A inicios de 2009 competían en la Central Division de la PSAC. Aparecieron en el torneo de la NCAA en 1999, 2000, 2001, 2002, 2003, 2005 y 2010.

#### Voleibol
- Campeonatos de Conferencia: 2002.[23]

#### Lacrosse
Inició en 1999, y lograron su primera temporada ganadora en 2001 con récord de 8–7.

#### Tenis
En la temporada 2010–2011 vencieron a Slippery Rock y terminaron en segundo lugar de su división solo debajo de California University of Pennsylvania. El equipo perdió en primera ronda ante Armstrong Atlantic 5–0. El equipo tiene el récord de victorias en una sola temporada (21-8).
- Campeonatos de Conferencia: 2017
- Apariciones en el NCAA playoff: 2002, 2004, 2010, 2011, 2012, 2013, 2014, 2015, 2016, 2017
- Apariciones en el NCAA Sweet 16: 2011, 2012, 2013, 2014, 2015, 2016, 2017

### Mixtos

#### Cross country
- Campeonatos de Conferencia Masculino: 1972, 1977, 1978, 1982, 1983, 1996.[25]
- Campeonatos de Conferencia Femenil: 1980, 1983, 1984, 1985, 1967, 1987, 1990.[26]
- Campeonatos Individual Femenil: 1986, 1987, 1991, 1991, 2001, 2002, 2003.[27]

#### Natación
- Campeoantos de Conferencia Femenil: 1999.[28]

#### Atletismo
- Campeonatos de Conferencia Femenil: 1988
- Campeonato Nacional Individual[29]
  - 2011 – Nafee Harris, salto largo (bajo techo)
  - 2010 – Nafee Harris, salto largo
  - 2010 – Nafee Harris, salto largo (bajo techo)
  - 2009 – Nafee Harris, salto largo
  - 2008 – Sean Strauman, 800m
  - 2002 – Mark Bridge, javalina
  - 2001 – Amber Plowden, 100m
  - 2001 – Derek Brinkley, 400m vallas
  - 1993 – Bob Vranich, javalina
  - 1992 – Alan Pugh, disco
  - 1990 – Bob Babiak, decatlón
  - 1990 – Jeffrey Neral, javalina
  - 1987 – Dave Maudie, javalina
  - 1986 – Tammy Donnelly, 10000 m
  - 1973 – John Elliot, javalina (NAIA)

## Alumnos Destacados

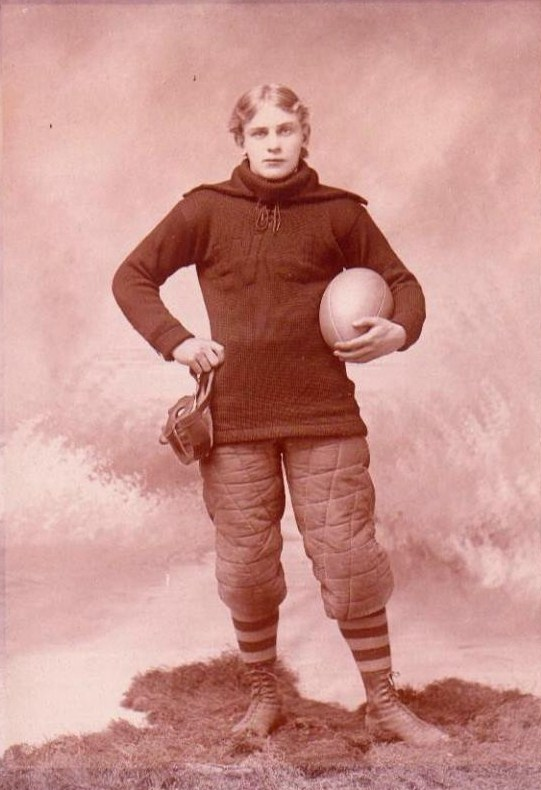
John Brallier jugó para Indiana Normal School en 1893 y 1894 antes de convertirse en el primer jugador profesional de fútbol americano.

- Raymond Bernabei, jugador y oficial de fútbol, National Soccer Hall of Fame
- John Brallier, primer jugador profesional de fútbol americano
- Frank Cignetti Jr., entrenador en la NFL y asistente universitario
- Frank Cignetti Sr., entrenador de fútbol americano en West Virginia y IUP
- Lawson Fiscus, uno de los primeros jugadores profesionales de fútbol americano
- Kris Griffin, jugó en la NFL
- Mel Hankinson, fue entrenador de baloncesto universitario
- Jim Haslett, fue jugador y entrenador en la NFL
- Jack Henry, fue asistente de entrenador en la NFL
- Mike Jemison, jugó en la NFL y la NFL Europa
- Leander Jordan, jugó en la NFL
- Bob Ligashesky, asisitente en los Pittsburgh Steelers
- LeRon McCoy, jugó en la NFL
- Dan Radakovich, director atlético de Georgia Tech
- Chris Villarrial, jugó en la NFL
- Ryan Uhl, jugó en la MLB
- Ethan Cooper, juega en la NFL
- Christian Cochran, Actor y escritor